# 앙통주
앙통주(태국어: อ่างทอง)는 태국 중부에 있는 주(창왓)의 하나이다. 논이 많아서 쌀 생산지로서 번영했기 때문에 '황금 그릇'을 의미하는 앙통이라고 명명되었다.
이웃한 주로는 북쪽부터 시계 방향으로 싱부리 주, 롭부리 주, 아유타야 주, 수판부리 주가 있다.
현지의 호화 수공예품으로 궁중 인형, 내화 벽돌, 고리버들 제품이 있다. 앙통에는 200개가 넘는 장엄한 사원이 있다.

## 지리
앙통은 짜오프라야강과 노이강 기슭의 낮은 평야이다. 산이나 숲은 거의 없고 대부분이 농지로 이루어져 있다. 두 개의 강과 많은 수로(클롱)가 있어 벼농사를 위한 충분한 물을 제공한다.

## 역사
앙통은 역사적으로 위셋차이찬으로 알려졌고 노이 강 기슭에 위치했다. 노이 강이 군대의 진군을 저지하는 천연 장애물 역할을 했기 때문에 버마와의 전쟁 때에는 중요한 국경 마을이었다.
노이 강은 운송을 하기에는 너무 얕았기 때문에 아유타야가 멸망한 후 딱신 왕의 치세 때 주의 주요 도시들은 짜오프라야 강변으로 이동했다.
앙통이라는 이름은 '황금 분지'를 의미한다. 아마도 이 지역의 분지와 같은 지형과 이 지역의 황금색을 띠는 논에서 명명되었을 것으로 추측된다.
앙통은 토착 민요인 리케의 발상지이고 방라찬 전투에서의 영웅인 나이독과 나이통깨오의 고향이다.

## 행정 구역
앙통에는 7개의 암프(군)와 더 세부 행정구역인 81개의 땀본 그리고 513개의 무반 (행정 구역)이 있다.
| 1. 므앙앙통군 2. 차이요군 3. 빠목군 4. 포통군 | 1. 사왱하군 2. 위셋차이찬군 3. 삼꼬군 |